# اوبروته
اوبروته (به آلمانی: Oberroth) یک شهر در آلمان است که در نوی-اولم واقع شده‌است. اوبروته ۸۵۲ نفر جمعیت دارد.